# 盖斯泰伊
盖斯泰伊，是匈牙利包尔绍德-奥包乌伊-曾普伦州所辖的一个村。总面积28.82平方公里，总人口2797，人口密度97.1人/平方公里（2011年1月1日）。